# Polina Gelman
Pour les articles homonymes, voir Gelman.
Polina Vladimirovna Gelman (russe : Поли́на Влади́мировна Ге́льман, ukrainien : Поли́на Володи́мирівна Ге́льман ), née le 24 octobre 1919 et morte le 25 novembre 2005, est une pilote des Forces aériennes soviétiques, décorée du titre de Héros de l'Union soviétique pour son service au sein des 588e NBAP pendant la Seconde Guerre mondiale.

## Carrière militaire
Née d'une famille ouvrière juive dans la ville ukrainienne de Berdytchiv en 1919, Gelman intègre l'armée soviétique en octobre 1941 après plusieurs échecs de candidatures dus à sa petite taille. Après un cours d'entraînement au pilotage, elle intègre le régiment féminin 588 NBAP en 1942. Gelman complète 860 missions avant la fin de la guerre, et reçoit le titre de Héros de l'Union soviétique en 1946.

## Après la Seconde Guerre mondiale
Après la Seconde Guerre mondiale, elle reste dans l'armée et devient traductrice militaire en 1951,.
Gelman s'installe à Moscou en 1957, à sa retraite, et enseigne l'économie politique jusqu'en 1990, année où elle prend sa retraite. Membre du parti communiste depuis 1942, elle part ensuite devenir conseillère et traductrice à Cuba.
Elle publie ses Mémoires de guerre en 1982 à Moscou. Elle meurt le 25 novembre 2005 à Moscou et est enterrée au cimetière de Novodevitchi.

## Prix et récompenses
- Héros de l'Union soviétique
- Ordre de Lénine
- Deux ordres du Drapeau rouge
- Deux ordres de la Guerre Patriotique de première classe
- Deux ordres de l’Étoile rouge
- Médaille « Mérite au combat »
- Médaille pour la défense du Caucase
- Médaille pour la victoire sur l'Allemagne dans la Grande Guerre patriotique de 1941-1945
- Médaille pour la Libération de Varsovie